# 石井妙子 (ノンフィクション作家)
石井 妙子（いしい たえこ、1969年 - ）は、日本のノンフィクション作家。

## 人物
神奈川県茅ヶ崎市生まれ。白百合女子大学文学部国文科卒業、同大学院修士課程修了。
お茶の水女子大学グローバル女性リーダー育成研究機構ジェンダー研究所(当時は「女性文化研究センター」)に教務補佐員として勤務。1997年より毎日新聞社主催・本因坊戦の観戦記を担当。のちフリーランスで囲碁の記事や観戦記を執筆。1997年より毎日新聞囲碁欄を担当。2002年NHK「囲碁の時間」に司会として出演。2004年にも同番組に出演。
2006年、五年かけて取材した、上羽秀を描いた『おそめ』で、新潮ドキュメント賞、講談社ノンフィクション賞、大宅壮一ノンフィクション賞の最終候補となった。
2016年、『原節子の真実』で第15回新潮ドキュメント賞を受賞。
2018年、『文藝春秋』7月号に「小池百合子『虚飾の履歴書』」を寄稿。同論文は第25回編集者が選ぶ雑誌ジャーナリズム賞作品賞を受賞した。
2021年5月13日、『女帝 小池百合子』で第52回大宅壮一ノンフィクション賞を受賞。

## 小池百合子に関して
小池百合子の学歴詐称疑惑に関して、ネットメディアや週刊誌、さらには自著『女帝 小池百合子』で追及しているが、当のカイロ大学は小池が卒業しているという声明まで出して一連の報道に反発している。小田嶋隆は、同書が主に週刊文春で既に取り上げられた話題を何割か含んでおり、半ばまでは週刊誌の記事の総括編と呼んでも差し支えないとしつつも、スリリングなノンフィクションとして評価している。

### アラビア語の能力
石井は、週刊ポスト（2017年6月16日号）の情報をもとに、小池のアラビア語の運用能力が低いとしている。反対にプロのアラビア語会議通訳・翻訳者でエリコ通信社代表取締役の新谷恵司は、小池の発音もイントネーションも正しく、非常に聞きやすいと主張。しかし石井の取材に協力した元同居人の北原百代によると、小池の語学力は英語で言えば「This is a pen」レベルだという。

### 卒業証書
石井は、同書の中で週刊ポストの連載記事をしばしば引用しているが、小池の卒業証書についてはこう書いている。
そこで同誌は「名刺の半分」ではなく、大きく拡大して公開した。

### 舛添との間柄
小池との熱愛を取りざたされた舛添要一は、これを否定し「失恋相手ではない。東大卒の女性との結婚前の話で時間も10年ずれている」「購入もしてない北海道の別荘に彼女を連れて行くことはない」などと噂に基づく石井の間違いを指摘。「『小池と週末を過ごした』ことなどないことは皆が知っている。そもそも、この別荘は1990年に購入したもので、竹村健一さんのテレビで小池氏と一緒だったのは、1980年代前半のことである」と、時期が混同されていると主張している。

## 著書
- 『囲碁の力』洋泉社新書y、2002年10月。
- 『おそめ 伝説の銀座マダムの数奇にして華麗な半生』洋泉社、2006年1月。新潮文庫、2009年。
- 『日本の血脈』文春文庫、2013年6月。ISBN 978-4167838645。
- 『原節子の真実』新潮社、2016年3月。ISBN 978-4103400110。新潮文庫、2019年
- 『日本の天井 時代を変えた「第一号」の女たち』KADOKAWA、2019年6月。ISBN 978-4041059302。
- 『女帝 小池百合子』文藝春秋、2020年5月29日。ISBN 978-4163912301。
- 『魂を撮ろう―ユージン・スミスとアイリーンの水俣』文藝春秋、2021年9月。ISBN 978-4163914190。

共著
- 岸富美子、石井妙子『満映とわたし』文藝春秋、2015年8月。ISBN 978-4163903149。
  - 岸富美子、石井妙子『満映秘史　栄華、崩壊、中国映画草創』角川新書、2022年7月。ISBN 978-4040824284。